# カランタニア
カランタニア（スロベニア語：Karantanija）とは、マジャル人の侵攻に対して堅固な障壁を造るため、西暦952年にオットー1世がアドリア海とドナウ川とポー川の間に設けた公国である。大カランタニア公国とも呼ばれる。カランタニア公国の寿命は短かった。この公国は神聖ローマ帝国内の自治国であったが、統治はオットー1世の近親者や忠実な家臣が行っていた。やがてカランタニア公国の諸侯たちは神聖ローマ帝国の支配下を離れ、それぞれが自由に統治を行うようになった。そのためカランタニア公国はいくつもの小国に分裂した。